# Busta chiusa
Busta chiusa è un album di Benito Urgu che raccoglie delle gag registrate in studio nei primi anni '80. Uscito inizialmente in musicassetta, è stato ristampato su CD nel 2003 da Frorias Edizioni.

## Tracce
Tutti i brani e le gag sono di Benito Urgu e Antonello Martinez. Musiche di Benito Urgu.
1. Busta chiusa (Prima parte) – 21:31
2. Busta chiusa (...dopo arriva) – 21:17